# ملعب بريانتيو
ملعب بريانتيو (بالإيطالية: Stadio Brianteo)‏ المعروف لأسباب الرعاية باسم ملعب U-Power منذ سبتمبر 2020، هو ملعب متعدد الأغراض في مونزا، إيطاليا، وموطن نادي مونزا. يستخدم في الغالب لمباريات كرة القدم، وقد تم بناء الملعب في عام 1988 وتبلغ سعته 18,568 شخص. يستخدم الملعب أيضًا لمباريات الرغبي والحفلات الموسيقية وغيرها من الأحداث.

## الأحداث

### الرغبي
في عام 2016 ، أقام الملعب تصفيات كأس العالم للرجبي 2017 بين إيطاليا وويلز.

### حفلات
أدى مايكل جاكسون في ليلتين متتاليتين في الملعب خلال جولته جولة دينجرس العالمية في 6-7 يوليو 1992 أمام 93,000 شخص.
أدى إلتون جون في الملعب خلال جولته The One Tour في 10 يوليو 1992.